# Transportbelastung
Transportbelastungen treten bei sämtlichen TUL-Prozessen (Transportieren, Umschlagen, Lagern) auf. Verpackung wird so entwickelt und gefertigt, dass sie diesen Belastungen standhält und das Packgut schützt.
Diese Belastungen lassen sich einteilen in: 
1. mechanische Beanspruchungen, zum Beispiel Stoß- oder Druckbelastungen, Eindringen von Fremdkörpern (Staub)
2. klimatische Beanspruchungen, zum Beispiel Temperaturwechsel (auch damit verbundenes Kondenswasser)
3. biologische Beanspruchungen, zum Beispiel Insekten, Schimmelpilze
4. Diebstahl (stellt in der gängigen Literatur eine "Transportbelastung" dar)

Ermitteln von Transportbelastungen mit Falltest

Transportbelastungen werden durch Tests im Labor oder Messungen während realer Transporte ermittelt. Typische Prüfungen sind Umweltsimulationen.
Klimatische Beanspruchungen können in einer Klimakammer simuliert werden.
Um mechanische Beanspruchungen zu ermitteln, werden unterschiedliche Prüfverfahren eingesetzt, beispielsweise Falltest, schiefe Ebene, Schwingprüftische, Zug-  und Druck-Prüfmaschinen. Mechanische Beanspruchungen können ebenfalls mit Beschleunigungssensoren während des Transports ermittelt werden.
Der Begriff Transportbelastung wird  auch im Zusammenhang mit Tiertransporten gebraucht.